# Animomyia nuda
Animomyia nuda är en fjärilsart som beskrevs av Frederick H. Rindge 1974. Animomyia nuda ingår i släktet Animomyia och familjen mätare. Inga underarter finns listade i Catalogue of Life.